# تیم ملی فوتبال انگلستان
تیم ملی فوتبال انگلستان (به انگلیسی: England National Football Team)، تیم فوتبالی است که از سال ۱۸۷۲، نماینده کشور انگلستان در مسابقات بین‌المللی بوده‌است. این تیم تحت کنترل اتحادیه فوتبال انگلستان (The Football Association) می‌باشد و همچنین یکی از اعضای رسمی فیفا و اتحادیه فوتبال اروپا یوفا است. تیم ملی انگلیس نخستین بازی بین‌المللی خود را در برابر اسکاتلند در شهر پاتریک، اسکاتلند در سال ۱۸۷۲ انجام داد که این مسابقه نخستین بازی بین‌المللی در تاریخ فوتبال جهان نیز به‌شمار می‌آید که بازی با نتیجه ۰–۰ مساوی به پایان رسید. تیم ملی انگلیس یکی از هشت کشوری است که قهرمان جام جهانی شده‌است، این افتخار در سال ۱۹۶۶ که میزبانی آن دوره نیز بر عهدهٔ انگلستان بود برای این تیم به دست آمد. دیگر افتخار این تیم در جام‌های جهانی، مقام چهارم در جام جهانی ۱۹۹۰ ایتالیا و جام جهانی ۲۰۱۸ روسیه است. رقیب سنتی انگلستان تیم اسکاتلند است. رقابت فوتبال بین انگلستان و اسکاتلند از دهه ۱۸۷۰ میلادی آغاز شد اما از دهه ۱۹۶۰ با پایان یافتن بازی‌های پشت سر هم این دو تیم، رقابت انگلستان با تیم‌های دیگر مانند آرژانتین و آلمان پررنگ تر شده‌است. ورزشگاه خانگی این تیم ومبلی لندن است که از سال ۱۹۵۰ به بعد تیم ملی انگلیس بازی‌های خود را در این ورزشگاه برگزار می‌کند. در حال حاضر سرمربی این تیم توماس توخل است. انگلیس در یک چهارم نهایی جام جهانی ۲۰۲۲ در مقابل فرانسه ۲ بر ۱ شکست خورد و از جام جهانی حذف شد.

## پوشش رسانه‌ای مسابقات
تمامی رقابتهای تیم ملی انگلیس با گزارش کامل پیش و پس از بازی به صورت زنده از ایستگاه رادیویی بی‌بی‌سی ۵ پخش می‌شود. در پخش تلویزیونی نیز تمامی بازی‌ها، چه به‌صورت رسمی یا غیررسمی، از فصل ۲۰۰۸—۲۰۰۹ تا فصل ۲۰۱۷—۲۰۱۸ از شبکه آی تی وی به صورت زنده پخش می‌شود. 

برای نخستین بار در تاریخ بازی‌های تیم ملی انگلیس، بازی این تیم در برابر اوکراین در چارچوب رقابت‌های مقدماتی جام جهانی ۲۰۱۴ برزیل تنها از طریق اینترنت پخش گردید. مشترکان این شبکه اینترنتی می‌توانستند با پرداخت مبلغی از ۴٫۹۹ تا ۱۱٫۹۹ پونداین بازی را به صورت زنده تماشا کنند. برآورد شده‌است که حدود ۳۰۰٬۰۰۰ مشترک این بازی بودند و بینندگان آن نیز تا مرز ۵۰۰٬۰۰۰ نفر تخمین زده شده‌اند.

## پوشاک تیم ملی انگلستان
| بازه زمانی | سازنده البسه |
| ---------- | ------------ |
| ۱۹۷۴–۱۹۸۴  | ادمیرال      |
| ۱۹۸۴–۲۰۱۳  | آمبرو        |
| ۲۰۱۳-اکنون | نایکی        |

## ورزشگاه

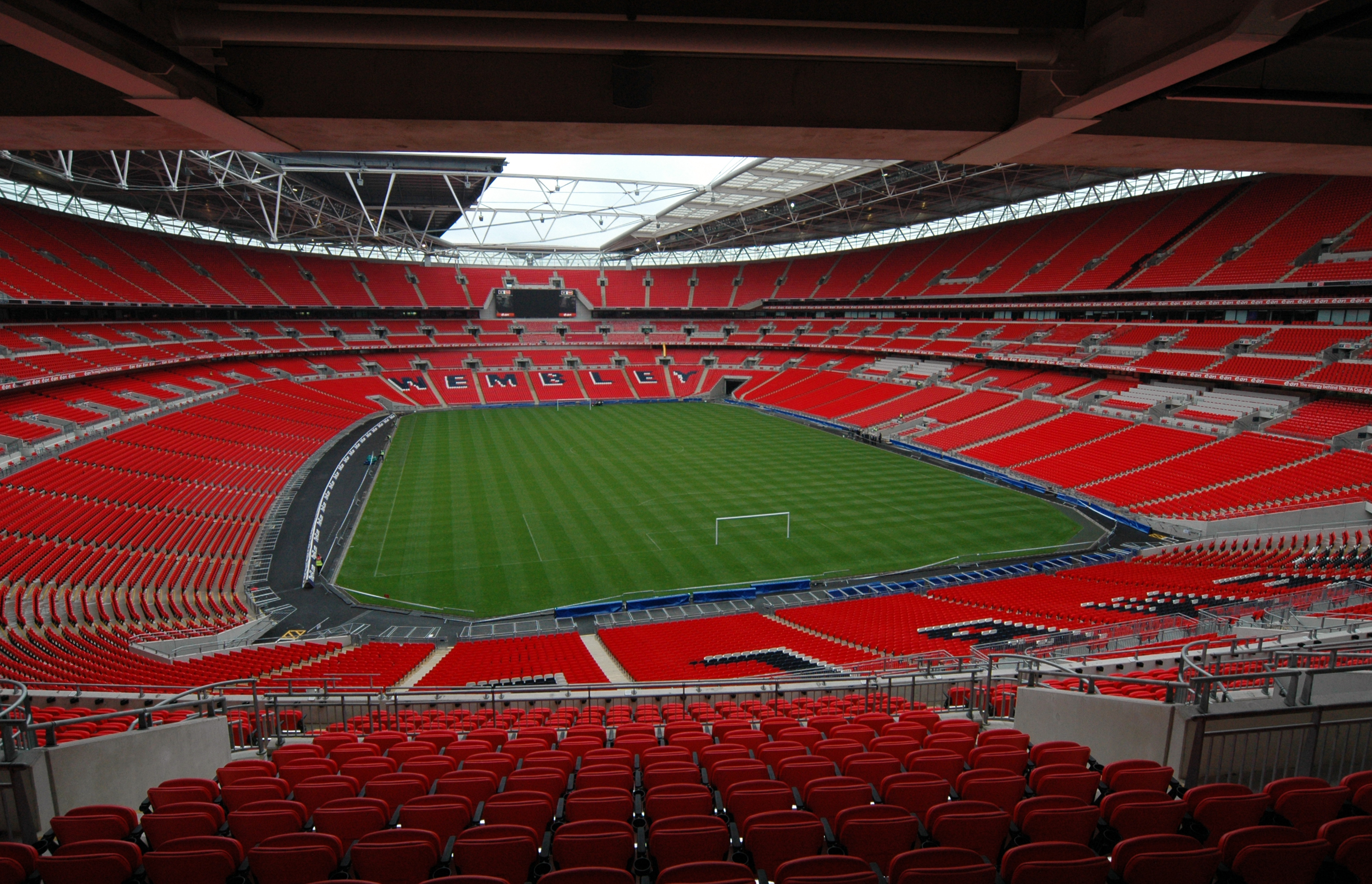
نمای داخلی ورزشگاه ومبلی

در پنجاه سال نخست فعالیت تیم ملی انگلیس، به دلیل آنکه این تیم دارای زمین اختصاصی نبود، بازی‌های این تیم در سرتاسر کشور در زمین‌های کریکت برگزار می‌شد تا اینکه در سال ۱۹۲۴ با ساخت ورزشگاه ومبلی در لندن بازی‌های تیم ملی انگلیس به این ورزشگاه منتقل شد. نخستین بازی انجام شده در این ورزشگاه مربوط به بازی دوستانه در برابر تیم ملی اسکاتلند در همین سال می‌باشد سپس به مدت ۲۶ سال در این ورزشگاه که در اصل به خاطر برگزاری نمایشگاه سلطنتی انگلیس ساخته شده‌بود، بازی انجام نپذیرفت تا اینکه سرانجام در سال ۱۹۵۰ ورزشگاه ومبلی به صورت رسمی به عنوان محل برگزاری بازی‌های تیم ملی انگلیس انتخاب شد.

در سال ۲۰۰۱ این ورزشگاه برای بازسازی مجدد به صورت کامل تخریب شد. در بین سال‌های احداث مجدد ومبلی، مسابقات خانگی تیم ملی انگلیس در ورزشگاه الد ترافورد برگزار می‌شد و اگر به دلایلی این ورزشگاه آماده برگزاری مسابقه نبود، بازی در ورزشگاه خانگی تیم نیوکاسل یعنی سنت جیمز پارک به انجام می‌رسید. در حال حاضر مالک ورزشگاه ومبلی اتحادیه فوتبال انگلستان است.

## سرودهای ویژه
تیم ملی انگلیس دارای سرودهای ویژه می‌باشد که توسط تماشاگران در ورزشگاه‌ها خوانده می‌شوند. از مشهورترین این سرودها می‌توان به سرود، «تا زنده‌ام، انگلیسی هستم»، «انگرررلند انگرررلند» یا سرود «خداوند نگه‌دار ملکه باد» اشاره کرد.

### سرود خداوند نگه‌دار ملکه باد
| ترجمه به فارسی | متن انگلیسی |
| --- | --- |
| عمر ملکه شریف مان دراز باد خداوند نگه‌دار ملکه باد هرگز تسلیم مباد او را پیروز بگردان شاد و سربلند باد با عمری طولانی بر ما سلطنت کند خداوند نگه‌دار ملکه باد | ,Long live our noble Queen ،God save the Queen !No surrender ،Send her victorious ،Happy and glorious :Long to reign over us ...God save the Queen |

## مربیان

### مربیان گذشته
از آغاز تاکنون ۱۷ سرمربی هدایت تیم ملی انگلیس را برعهده داشته‌اند. نخستین سرمربی این تیم والتر وینترباتم بود که به مدت ۱۶ سال از ۱۹۴۶ تا ۱۹۶۲ هدایت این تیم را برعهده داشت.
- آمار سرمربیان تیم ملی انگلیس.

| #  | نام                | ملیت     | دوران     | بازی | برد | تساوی | باخت | درصد پیروزی | مسابقات |
| -- | ------------------ | -------- | --------- | ---- | --- | ----- | ---- | ----------- | --- |
| ۱  | والتر وینترباتم    | انگلستان | ۱۹۴۶–۱۹۶۲ | ۱۳۹  | ۷۸  | ۳۳    | ۲۸   | ۵۶٫۱        | جام جهانی ۱۹۵۰ - دور گروهی جام جهانی ۱۹۵۴ - دور یک‌چهارم نهایی جام جهانی ۱۹۵۸ - دور گروهی جام جهانی ۱۹۶۲ - دور یک‌چهارم نهایی |
| ۲  | آلف رمزی           | انگلستان | ۱۹۶۳–۱۹۷۴ | ۱۱۳  | ۶۹  | ۲۷    | ۱۷   | ۶۱٫۱        | جام جهانی ۱۹۶۶ - قهرمان جام ملت‌های اروپا ۱۹۶۸ - سوم جام جهانی ۱۹۷۰ - دور یک چهارم نهایی                                     |
| ۳  | جو مرکر            | انگلستان | ۱۹۷۴      | ۷    | ۳   | ۳     | ۱    | ۴۲٫۹        | __ |
| ۴  | دان ریوی           | انگلستان | ۱۹۷۴–۱۹۷۷ | ۲۹   | ۱۴  | ۸     | ۷    | ۴۸٫۳        | مرحله مقدماتی جام ملت‌های اروپا ۱۹۷۶ - حذف                                                                                   |
| ۵  | ران گیرین وود      | انگلستان | ۱۹۷۷–۱۹۸۲ | ۵۵   | ۳۳  | ۱۲    | ۱۰   | ۶۰٫۰        | جام ملت‌های اروپا ۱۹۸۰ - دور گروهی جام جهانی ۱۹۸۲ - دور دوم                                                                  |
| ۶  | بابی رابسون        | انگلستان | ۱۹۸۲–۱۹۹۰ | ۹۵   | ۴۷  | ۳۰    | ۱۸   | ۴۹٫۵        | جام جهانی ۱۹۸۶ - دور یک چهارم نهایی جام ملت‌های اروپا ۱۹۸۸ - دور گروهی جام جهانی ۱۹۹۰ چهارم                                  |
| ۷  | گراهام تیلور       | انگلستان | ۱۹۹۰–۱۹۹۳ | ۳۸   | ۱۸  | ۱۳    | ۷    | ۴۷٫۴        | جام ملت‌های اروپا ۱۹۹۲ - دور گروهی                                                                                           |
| ۸  | تری ونبلز          | انگلستان | ۱۹۹۴–۱۹۹۶ | ۲۳   | ۱۱  | ۱۱    | ۱    | ۴۷٫۸        | جام ملت‌های اروپا ۱۹۹۶ - نیمه نهایی                                                                                          |
| ۹  | گلن هادل           | انگلستان | ۱۹۹۶–۱۹۹۹ | ۲۸   | ۱۷  | ۶     | ۵    | ۶۰٫۷        | جام جهانی ۱۹۹۸ - دور یک‌هشتم نهایی                                                                                           |
| ۱۰ | هاوارد ویلکینسون   | انگلستان | ۱۹۹۹–۲۰۰۰ | ۲    | ۰   | ۱     | ۱    | ۰٫۰         | __ |
| ۱۱ | کوین کیگان         | انگلستان | ۱۹۹۹–۲۰۰۰ | ۱۸   | ۷   | ۷     | ۴    | ۳۸٫۹        | جام ملت‌های اروپا ۲۰۰۰ - دور گروهی                                                                                           |
| ۱۲ | پیتر تیلور         | انگلستان | ۲۰۰۰      | ۱    | ۰   | ۰     | ۱    | ۰٫۰         | __ |
| ۱۳ | اسون گوران اریکسون | سوئد     | ۲۰۰۱–۲۰۰۶ | ۶۷   | ۴۰  | ۱۷    | ۱۰   | ۵۹٫۷        | جام جهانی ۲۰۰۲ - دور یک چهارم نهایی جام ملت‌های اروپا ۲۰۰۴ - دور یک چهارم نهایی جام جهانی ۲۰۰۶ - دور یک چهارم نهایی          |
| ۱۴ | استیو مک کلارن     | انگلستان | ۲۰۰۶–۲۰۰۷ | ۱۸   | ۹   | ۴     | ۵    | ۵۰٫۰        | مرحله مقدماتی جام ملت‌های اروپا ۲۰۰۸ - حذف                                                                                   |
| ۱۵ | فابیو کاپلو        | ایتالیا  | ۲۰۰۸–۲۰۱۲ | ۴۲   | ۲۸  | ۸     | ۶    | ۶۶٫۷        | جام جهانی ۲۰۱۰ - دور یک‌هشتم نهایی                                                                                           |
| ۱۶ | استوارت پیرس       | انگلستان | ۲۰۱۲      | ۱    | ۰   | ۰     | ۱    | ۰٫۰         | __ |
| ۱۷ | روی هاجسون         | انگلستان | ۲۰۱۲–۲۰۱۷ | ۴۷   | ۲۸  | ۱۳    | ۶    | ۵۹٫۶        | جام ملت‌های اروپا ۲۰۱۲ - دور یک چهارم نهایی جام جهانی ۲۰۱۴ - دور گروهی                                                       |
| ۱۸ | سم آلاردایس        | انگلستان | ۲۰۱۷      | ۳    | ۲   | ۱     | ۲    | ۳۳          | بازی‌های دوستانه |
| ۱۹ | گرت ساوتگیت        | انگلستان | ۲۰۲۴-۲۰۱۸ | ۱۰۲  | ۶۱  | ۲۴    | ۱۷   | ۶۲٫۷        | جام جهانی ۲۰۱۸ - نیمه نهایی - جام ملت‌های اروپا ۲۰۲۰ - نایب قهرمان- جام ملت‌های اروپا ۲۰۲۴ -نایب قهرمان                       |

## بازیکنان تیم ملی فوتبال انگلیس در جام ملت های اروپا ۲۰۲۴
سرمربی: گرت ساوتگیت
On 21 May 2024, تیم ملی فوتبال انگلستان called up 33 players to the squad for a preliminary training camp ahead of the tournament. On 6 June 2024, اتحادیه فوتبال انگلستان confirmed that جیمز مدیسون and کورتیس جونز were not part of the final 26-man squad. Later on the same day, the final 26-man squad was announced, with جارد برنثویت, جک گریلیش, هری مگوایر, جارل کوانسا and جیمز ترافورد being left out.
England confirmed on their official social account that کایل واکر named as England's vice-captain,  alongside with captain هری کین at the UEFA Euro 2024.
| ش. | پست       | بازیکن               | ت‌ت (سن)                  | بازی | گل | باشگاه                               |
| -- | --------- | -------------------- | ------------------------ | ---- | -- | ------------------------------------ |
| 1  | دروازه‌بان | جردن پیکفورد         | ۷ مارس ۱۹۹۴ (۳۰ سال)     | 61   | 0  | باشگاه فوتبال اورتون                 |
| 2  | مدافع     | کایل واکر            | ۲۸ مه ۱۹۹۰ (۳۴ سال)      | 83   | 1  | باشگاه فوتبال منچستر سیتی            |
| 3  | مدافع     | لوک شاو              | ۱۲ ژوئیه ۱۹۹۵ (۲۸ سال)   | 31   | 3  | باشگاه فوتبال منچستر یونایتد         |
| 4  | هافبک     | دکلان رایس           | ۱۴ ژانویه ۱۹۹۹ (۲۵ سال)  | 51   | 3  | باشگاه فوتبال آرسنال                 |
| 5  | مدافع     | جان استونز           | ۲۸ مه ۱۹۹۴ (۳۰ سال)      | 72   | 3  | باشگاه فوتبال منچستر سیتی            |
| 6  | مدافع     | مارک گوهی            | ۱۳ ژوئیه ۲۰۰۰ (۲۳ سال)   | 11   | 0  | باشگاه فوتبال کریستال پالاس          |
| 7  | مهاجم     | بوکایو ساکا          | ۵ سپتامبر ۲۰۰۱ (۲۲ سال)  | 33   | 11 | باشگاه فوتبال آرسنال                 |
| 8  | مدافع     | ترنت الکساندر-آرنولد | ۷ اکتبر ۱۹۹۸ (۲۵ سال)    | 25   | 3  | باشگاه فوتبال لیورپول                |
| 9  | مهاجم     | هری کین (کاپیتان)    | ۲۸ ژوئیه ۱۹۹۳ (۳۰ سال)   | 91   | 63 | باشگاه فوتبال بایرن مونیخ            |
| 10 | هافبک     | جود بلینگام          | ۲۹ ژوئن ۲۰۰۳ (۲۰ سال)    | 29   | 3  | باشگاه فوتبال رئال مادرید            |
| 11 | هافبک     | فیل فودن             | ۲۸ مه ۲۰۰۰ (۲۴ سال)      | 34   | 4  | باشگاه فوتبال منچستر سیتی            |
| 12 | مدافع     | کیرن تریپیر          | ۱۹ سپتامبر ۱۹۹۰ (۳۳ سال) | 48   | 1  | باشگاه فوتبال نیوکاسل یونایتد        |
| 13 | دروازه‌بان | آرون رمسدیل          | ۱۴ مه ۱۹۹۸ (۲۶ سال)      | 5    | 0  | باشگاه فوتبال آرسنال                 |
| 14 | مدافع     | ازری کونسا           | ۲۳ اکتبر ۱۹۹۷ (۲۶ سال)   | 4    | 0  | باشگاه فوتبال استون ویلا             |
| 15 | مدافع     | لوئیس دانک           | ۲۱ نوامبر ۱۹۹۱ (۳۲ سال)  | 6    | 0  | باشگاه فوتبال برایتون اند هوو آلبیون |
| 16 | هافبک     | کانر گلگر            | ۶ فوریه ۲۰۰۰ (۲۴ سال)    | 13   | 0  | باشگاه فوتبال چلسی                   |
| 17 | مهاجم     | ایوان تونی           | ۱۶ مارس ۱۹۹۶ (۲۸ سال)    | 3    | 1  | باشگاه فوتبال برنتفورد               |
| 18 | مهاجم     | آنتونی گوردون        | ۲۴ فوریه ۲۰۰۱ (۲۳ سال)   | 3    | 0  | باشگاه فوتبال نیوکاسل یونایتد        |
| 19 | مهاجم     | اولی واتکینز         | ۳۰ دسامبر ۱۹۹۵ (۲۸ سال)  | 12   | 3  | باشگاه فوتبال استون ویلا             |
| 20 | مهاجم     | جارود بوون           | ۲۰ دسامبر ۱۹۹۶ (۲۷ سال)  | 8    | 0  | باشگاه فوتبال وستهام یونایتد         |
| 21 | مهاجم     | ابرچی ازه            | ۲۹ ژوئن ۱۹۹۸ (۲۵ سال)    | 4    | 0  | باشگاه فوتبال کریستال پالاس          |
| 22 | مدافع     | جو گومز              | ۲۳ مه ۱۹۹۷ (۲۷ سال)      | 15   | 0  | باشگاه فوتبال لیورپول                |
| 23 | دروازه‌بان | دین هندرسون          | ۱۲ مارس ۱۹۹۷ (۲۷ سال)    | 1    | 0  | باشگاه فوتبال کریستال پالاس          |
| 24 | هافبک     | کول پالمر            | ۶ مه ۲۰۰۲ (۲۲ سال)       | 4    | 1  | باشگاه فوتبال چلسی                   |
| 25 | هافبک     | آدام وارتون          | ۶ فوریه ۲۰۰۴ (۲۰ سال)    | 1    | 0  | باشگاه فوتبال کریستال پالاس          |
| 26 | هافبک     | کوبی مینو            | ۱۹ آوریل ۲۰۰۵ (۱۹ سال)   | 3    | 0  | باشگاه فوتبال منچستر یونایتد         |

## رکوردها

### بیشترین بازی ملی
به روز شده در تاریخ ۱۳ سپتامبر ۲۰۲۴
علامت * بازیکنی که هنوز بازی می‌کند یا امکان دارد بازی کند.
| #  | نام          | دوران      | بازی ملی | گل | پست       |
| -- | ------------ | ---------- | -------- | -- | --------- |
| ۱  | پیتر شیلتون  | ۱۹۷۰–۱۹۹۰  | ۱۲۵      | ۰  | دروازه‌بان |
| ۲  | وین رونی     | ۲۰۰۳–۲۰۱۸  | ۱۲۰      | ۵۳ | مهاجم     |
| ۳  | دیوید بکهام  | ۱۹۹۶–۲۰۰۶  | ۱۱۵      | ۱۷ | هافبک     |
| ۴  | استیون جرارد | ۲۰۰۰–۲۰۱۴  | ۱۱۴      | ۲۱ | هافبک     |
| ۵  | بابی مور     | ۱۹۶۲–۱۹۷۳  | ۱۰۸      | ۲  | مدافع     |
| ۶  | اشلی کول     | ۲۰۰۱–۲۰۱۴  | ۱۰۷      | ۰  | مدافع     |
| ۷  | بابی چارلتون | ۱۹۵۸–۱۹۷۰  | ۱۰۶      | ۴۹ | مهاجم     |
| ۷  | فرانک لمپارد | ۱۹۹۹–۲۰۱۴  | ۱۰۶      | ۲۹ | هافبک     |
| ۹  | بیلی رایت    | ۱۹۴۶–۱۹۵۹  | ۱۰۵      | ۳  | مدافع     |
| ۱۰ | هری کین      | ۲۰۱۵–اکنون | ۱۰۰      | ۶۸ | مهاجم     |

### بیشترین گل ملی
بازیکنانی که شمار گل‌های زده‌شان برابر باشد با توجه به‌شمار بازی‌های کمتر در رده‌بندی بالاتر قرار گرفته‌اند.

علامت * بازیکنی که هنوز بازی می‌کند یا امکان دارد بازی کند.
- به روز شده در تاریخ ۱۳ سپتامبر ۲۰۲۴

| #  | نام           | دوران     | گل | بازی ملی | میانگین |
| -- | ------------- | --------- | -- | -------- | ------- |
| ۱  | هری کین       | ۲۰۱۵–     | ۶۸ | ۱۰۰      | ۰/۶۹    |
| ۲  | وین رونی      | ۲۰۰۳–۲۰۱۸ | ۵۳ | ۱۲۰      | ۰/۴۴    |
| ۳  | بابی چارلتون  | ۱۹۵۸–۱۹۷۰ | ۴۹ | ۱۰۶      | ۰/۴۶    |
| ۴  | گری لینکر     | ۱۹۸۴–۱۹۹۲ | ۴۸ | ۸۰       | ۰/۶۰    |
| ۵  | جیمی گریوس    | ۱۹۵۹–۱۹۶۷ | ۴۴ | ۵۷       | ۰/۷۷    |
| ۶  | مایکل اوون    | ۱۹۹۸–۲۰۰۸ | ۴۰ | ۸۹       | ۰/۴۴    |
| ۷  | نت لوفتهوس    | ۱۹۵۰–۱۹۵۸ | ۳۰ | ۳۳       | ۰/۹۱    |
| ۷  | آلن شیرر      | ۱۹۹۲–۲۰۰۰ | ۳۰ | ۶۳       | ۰/۴۷    |
| ۷  | تام فینی      | ۱۹۴۶–۱۹۵۸ | ۳۰ | ۷۶       | ۰/۳۹    |
| ۱۰ | ویویان وودورد | ۱۹۰۳–۱۹۱۱ | ۲۹ | ۲۳       | ۱/۲۶    |
| ۱۰ | فرانک لمپارد  | ۱۹۹۹–۲۰۱۴ | ۲۹ | ۱۰۶      | ۰/۲۷    |

### بیشترین کاپیتانی
تا کنون 70 بازیکن، بازوبند کاپیتانی تیم ملی انگلیس را بر بازو بسته‌اند. از میان این بازیکنان کاتبرت اوتاوی در تاریخ ۳۰ نوامبر ۱۸۷۲ به عنوان نخستین کاپیتان تیم ملی انگلیس بازوبند را بر بازو بست. هم‌اکنون هری کین مهاجم تیم بایرن مونیخ به عنوان هفتادمین کاپیتان تیم ملی انگلیس این بازوبند را بر بازو می بندد. همچنین در جام جهانی ۱۹۶۶ که در خلال آن انگلیس قهرمان جهان شد ٫ بابی مور اسطوره باشگاه وستهام کاپیتان این تیم بود. ده بازیکنی که بیشترین بار بازوبند کاپیتانی تیم ملی را بر بازو بسته‌اند بدین صورت می‌باشند:
| #  | نام           | دوران     | شمار بازی‌های ملی | تعداد کاپیتانی | اولین روز کاپیتانی |
| -- | ------------- | --------- | ---------------- | -------------- | ------------------ |
| ۱  | بیلی رایت     | ۱۹۴۶–۱۹۵۹ | ۱۰۵              | ۹۰             | ۹ اکتبر ۱۹۴۸       |
| ۲  | بابی مور      | ۱۹۶۲–۱۹۷۳ | ۱۰۸              | ۹۰             | ۲۹ مه ۱۹۶۳         |
| ۳  | برایان رابسون | ۱۹۸۰–۱۹۹۱ | ۹۰               | ۶۵             | ۲۷ نوامبر ۱۹۸۲     |
| ۴  | دیوید بکهام   | ۱۹۹۶–۲۰۰۹ | ۱۱۵              | ۵۹             | ۱۵ نوامبر ۲۰۰۰     |
| ۵  | استیون جرارد  | ۲۰۰۰–۲۰۱۴ | ۱۱۴              | ۴۰             | ۳۱ مارس ۲۰۰۴       |
| ۶  | آلن شیرر      | ۱۹۹۲–۲۰۰۰ | ۶۳               | ۳۴             | ۱ سپتامبر ۱۹۹۶     |
| ۷  | جان تری       | ۲۰۰۳–۲۰۱۲ | ۷۲               | ۳۴             | ۱۶ اوت ۲۰۰۶        |
| ۸  | کوین کیگان    | ۱۹۷۲–۱۹۸۲ | ۶۳               | ۳۱             | ۲۴ مارس ۱۹۷۶       |
| ۹  | املین هیوز    | ۱۹۶۹–۱۹۸۰ | ۶۲               | ۲۳             | ۱۱ مارس ۱۹۷۴       |
| ۱۰ | باب کرامپتون  | ۱۹۰۲–۱۹۱۴ | ۴۱               | ۲۲             | ۲ مارس ۱۹۰۳        |

## نتایج اخیر و برنامه دیدارهای آتی

### نتایج
| ۳ سپتامبر ۲۰۱۴ بازی دوستانه |                       | ۰–۱    |  | لندن، انگلستان                                             |
| ۲۰:۰۰ BST                   | وین رونی ۶۸' (پنالتی) | Report |  | ورزشگاه: ومبلی تماشاگران: ۴۰٫۱۸۱ داور: ژورگه سوسا (پرتغال) |

| ۸ سپتامبر ۲۰۱۴ مقدماتی جام ملت‌ها |  | ۰– ۲ |                     | بازل، سوئیس                                      |
| ۱۹:۴۵ BST                        |  |      | دنی ولبک ۵۸'، ۹۰+۴' | ورزشگاه: سنت یاکوب پارک داور: چونیت چاکر (ترکیه) |

| ۹ اکتبر ۲۰۱۴ مقدماتی جام ملت‌ها | | ۰–۵    |  | لندن، انگلیس                                                |
| ۱۹:۴۵ BST                      | فیل جگیلکا ۴۳' · وین رونی ۴۳' (پنالتی) · دنی ولبک ۴۹' · اندروس تاونزند ۷۲' · الساندرو دلاواله ۷۷' (گل به خودی.) | Report |  | ورزشگاه: ومبلی تماشاگران: ۵۵٬۹۹۰ داور: مارسین بورسکی لهستان |

| ۱۲ اکتبر ۲۰۱۴ مقدماتی جام ملت‌ها |  | ۱–۰    |              | تالین، استونی                                                            |
| ۱۷:۰۰ BST                       |  | Report | وین رونی ۷۴' | ورزشگاه: آ. له کوک آرنا تماشاگران: ۱۰٬۱۹۵ داور: ماریو استرانویا (کرواسی) |

| ۱۵ نوامبر ۲۰۱۴ مقدماتی جام ملت‌ها |                                           | ۳ – ۱  |                             | لندن، انگلیس                                                      |
| ۱۷:۰۰ GMT                        | وین رونی ۵۹' (پنالتی) · دنی ولبک ۶۶'، ۷۲' | Report | جردن هندرسون ۵۸' (گل‌به‌خودی) | ورزشگاه: ومبلی تماشاگران: ۸۲٬۳۰۵ داور: اولگاریو بنکورنچا (پرتغال) |

| ۱۸ نوامبر ۲۰۱۴ بازی دوستانه |                    | ۱ – ۳  |                                             | گلاسکو، اسکاتلند                               |
| ۲۰:۰۰ GMT                   | اندرو رابرتسون ۸۳' | Report | الکس اکسلاد-چمبرلین ۳۲' · وین رونی ۴۷'، ۸۵' | ورزشگاه: سلتیک پارک داور: یوناس اریکسون (سوئد) |

| ۲۷ مارس ۲۰۱۵ مقدماتی جام ملت‌ها |                                                              | ۴–۰ |  | لندن، انگلستان |
| ۱۹:۴۵ GMT                      | وین رونی ۶' · دنی ولبک ۴۵' · رحیم استرلینگ ۵۸' · هری کین ۷۲' |     |  | ورزشگاه: ومبلی |

| ۳۱ مارس ۲۰۱۵ بازی دوستانه |                   | ۱–۱ |                    | تورین، ایتالیا   |
|                           | گراتسیانو پله ۲۹' |     | اندروس تاونزند ۷۹' | ورزشگاه: یوونتوس |

| ۷ ژوئن ۲۰۱۵ بازی دوستانه |                  | ۰ – ۰ |  | دوبلین، ایرلند                                                     |
| ۱۳:۰۰ BST                | جیمز مک‌کارتی '۴۴ |       |  | ورزشگاه: آویوا تماشاگران: ۴۳٬۴۸۶ داور: آرنولد هانتر (ایرلند شمالی) |

| ۱۴ ژوئن ۲۰۱۵ مقدماتی جام ملت‌ها |                                                                          | ۲ – ۳ |                                  | لیوبلیانا، اسلوونی                              |
| ۱۷:۰۰ BST                      | میلیوی نوواکوویچ ۳۷' · نی پچنیک ۸۴' · برانکو ایلیچ '۵۸ · کوین کمپل '۹۰+۲ |       | جک ویلشر ۵۷'، ۷۳' · وین رونی ۸۶' | ورزشگاه: استوژیسه داور: آلبرتو مالنکو (اسپانیا) |

| ۵ سپتامبر ۲۰۱۵ مقدماتی جام ملت‌ها |  | ۰–۶ |                                                                                              | سرواله، سان مارینو       |
| ۱۷:۰۰ BST                        |  |     | وین رونی · کریستین برولی ۳۰' (گل‌به‌خودی) · راس بارکلی ۴۶' · تئو والکات ۶۸'، ۷۸' · هری کین ۷۷' | ورزشگاه: ورزشگاه المپیکو |

| ۸ سپتامبر ۲۰۱۵ مقدماتی جام ملت‌ها |                                     | ۲–۰ |  | لندن، انگلستان                   |
| ۱۹:۴۵ BST                        | هری کین ۶۷' · وین رونی ۸۴' (پنالتی) |     |  | ورزشگاه: ومبلی تماشاگران: ۷۵٬۷۵۱ |

| ۹ اکتبر ۲۰۱۵ مقدماتی جام ملت‌ها |                                    | ۲–۰ |  | لندن، انگلستان                   |
|                                | ۴۵' تئو والکات · ۸۵' رحیم استرلینگ |     |  | ورزشگاه: ومبلی تماشاگران: ۷۵٬۴۲۷ |

| ۱۲ اکتبر ۲۰۱۵ مقدماتی جام ملت‌ها |  | ۰–۳ |                                                                       | ویلنیوس، لیتوانی                    |
|                                 |  |     | ۲۹' راس بارکلی · ۳۵'جیدریوس آرلائوسکیس گل به خودی · ۶۲' الکس چامبرلین | ورزشگاه: ال.اف. اف تماشاگران: ۵٬۰۵۱ |

| ۱۳ نوامبر ۲۰۱۵ بازی دوستانه |                                          | ۲–۰ |  | آلیکانته، اسپانیا      |
| ۲۰:۰۰ GMT                   | ۷۲' ماریو گاسپار پرز · ۸۴' سانتی کازورلا |     |  | ورزشگاه: خوزه ریکو پرز |

| ۱۷ نوامبر ۲۰۱۵ بازی دوستانه |                            | ۲–۰ |  | لندن، انگلیس                     |
| ۲۰:۰۰ GMT                   | ۳۹' دلی آلی · ۴۸' وین رونی |     |  | ورزشگاه: ومبلی تماشاگران: ۷۱٬۲۲۳ |

### دیدارهای آتی
برنامه بازی‌های آتی تیم ملی انگلیس تا پایان سال ۲۰۱۵ و ۲۰۱۶ به شرح زیر است
| ۲۶ مارس ۲۰۱۶ بازی دوستانه |  | v |  | برلین، آلمان          |
| GMT                       |  |   |  | ورزشگاه: المپیک برلین |

| مارس ۲۰۱۶ بازی دوستانه |  | v |  | لندن، انگلستان |
| ۱۹:۴۵ GMT              |  |   |  | ورزشگاه: ومبلی |

| ۴ سپتامبر ۲۰۱۶ مقدماتی جام جهانی فوتبال ۲۰۱۸ |  | v |  | اعلام خواهد شد، اسلوواکی |
| ۱۷:۰۰ BST                                    |  |   |  | ورزشگاه: اعلام خواهد شد  |

| ۸ اکتبر ۲۰۱۶ مقدماتی جام جهانی فوتبال ۲۰۱۸ |  | v |  | لندن، انگلستان |
| ۱۷:۰۰ BST                                  |  |   |  | ورزشگاه: ومبلی |

| ۱۱ اکتبر ۲۰۱۶ مقدماتی جام جهانی فوتبال ۲۰۱۸ |  | v |  | اعلام خواهد شد، اسلوونی |
| ۱۹:۴۵ BST                                   |  |   |  | ورزشگاه: اعلام خواهد شد |

| ۱۱ نوامبر ۲۰۱۶ مقدماتی جام جهانی فوتبال ۲۰۱۸ |  | v |  | لندن، انگلستان |
| ۱۹:۴۵ GMT                                    |  |   |  | ورزشگاه: ومبلی |

## رقابتهای ملی

### جام جهانی
تیم ملی انگلیس تاکنون ۱۶ بار در مسابقات جام جهانی فوتبال شرکت داشته‌است. نخستین حضور این تیم در جام جهانی ۱۹۵۰ برزیل با سرمربی‌گری والتر وینترباتم بود که توفیقی در آن مسابقات به دست نیاوردند. آخرین حضور آن‌ها نیز در جام جهانی ۲۰۱۴ برزیل بود که با دو شکست و یک تساوی در همان دور گروهی از جام جهانی حذف شدند. بهترین نتایج این تیم در رقابتهای جام جهانی ۱۹۶۶ بود که با میزبانی خودشان به عنوان قهرمانی جهان دست یافتند. همچنین در جام جهانی ۱۹۹۰ ایتالیا با سرمربی‌گری بابی رابسون به مقام چهارم جهان دست یافتند.
| میزبان/ سال | دور            | رتبه      | بازی      | برد       | مساوی*    | باخت      | گ. ز      | گ. خ      |
| ----------- | -------------- | --------- | --------- | --------- | --------- | --------- | --------- | --------- |
| ۱۹۳۰        | راه نیافت      | راه نیافت | راه نیافت | راه نیافت | راه نیافت | راه نیافت | راه نیافت | راه نیافت |
| ۱۹۳۴        | راه نیافت      | راه نیافت | راه نیافت | راه نیافت | راه نیافت | راه نیافت | راه نیافت | راه نیافت |
| ۱۹۳۸        | راه نیافت      | راه نیافت | راه نیافت | راه نیافت | راه نیافت | راه نیافت | راه نیافت | راه نیافت |
| ۱۹۵۰        | دور گروهی      | ۸ ام      | ۳         | ۱         | ۰         | ۲         | ۲         | ۲         |
| ۱۹۵۴        | یک چهارم       | ۶ ام      | ۳         | ۱         | ۱         | ۱         | ۱         | ۸         |
| ۱۹۵۸        | دور گروهی      | ۱۱ام      | ۴         | ۰         | ۳         | ۱         | ۴         | ۵         |
| ۱۹۶۲        | یک چهارم       | ۸ ام      | ۴         | ۱         | ۱         | ۲         | ۵         | ۶         |
| ۱۹۶۶        | قهرمان         | اول       | ۶         | ۵         | ۱         | ۰         | ۱۱        | ۳         |
| ۱۹۷۰        | یک چهارم       | ۸ ام      | ۴         | ۲         | ۰         | ۲         | ۴         | ۴         |
| ۱۹۷۴        | راه نیافت      | راه نیافت | راه نیافت | راه نیافت | راه نیافت | راه نیافت | راه نیافت | راه نیافت |
| ۱۹۷۸        | راه نیافت      | راه نیافت | راه نیافت | راه نیافت | راه نیافت | راه نیافت | راه نیافت | راه نیافت |
| ۱۹۸۲        | دور ۲ ام گروهی | ۶ ام      | ۵         | ۳         | ۲         | ۰         | ۶         | ۱         |
| ۱۹۸۶        | یک چهارم       | ۸ ام      | ۵         | ۲         | ۱         | ۲         | ۷         | ۳         |
| ۱۹۹۰        | چهارم          | ۴ ام      | ۷         | ۳         | ۳         | ۱         | ۸         | ۶         |
| ۱۹۹۴        | راه نیافت      | راه نیافت | راه نیافت | راه نیافت | راه نیافت | راه نیافت | راه نیافت | راه نیافت |
| ۱۹۹۸        | یک‌هشتم         | ۹ ام      | ۴         | ۲         | ۱         | ۱         | ۷         | ۴         |
| ۲۰۰۲        | یک چهارم       | ۶ ام      | ۵         | ۲         | ۲         | ۱         | ۶         | ۳         |
| ۲۰۰۶        | یک چهارم       | ۷ ام      | ۵         | ۳         | ۲         | ۰         | ۶         | ۲         |
| ۲۰۱۰        | یک‌هشتم         | ۱۳ ام     | ۴         | ۱         | ۲         | ۱         | ۳         | ۵         |
| ۲۰۱۴        | دور گروهی      | ۲۶ ام     | ۳         | ۰         | ۱         | ۲         | ۲         | ۴         |
| مجموع       | ۱۴ از ۲۰       | ۱ عنوان   | ۶۲        | ۲۶        | ۲۰        | ۱۶        | ۷۹        | ۵۶        |

علامت * بر روی مساوی شامل بازی‌های هم است که در مراحل حذفی پس از تساوی به ضربات پنالتی کشیده شده‌اند.

#### جام جهانی ۱۹۶۶ انگلستان
برای کسب میزبانی جام جهانی ۱۹۶۶ سه کشور اسپانیا، فرانسه و انگلستان به رقابت پرداختند که در نهایت در ۲۲ اوت ۱۹۶۰ در مراسمی که در شهر رم برگزار شد کشور انگلیس به عنوان میزبان این این پیکارها برگزیده شد. نتیجه رای‌گیری بین اعضای آن زمان فیفا بدین گونه انجام گرفت.
1. انگلستان, ۳۴ رای
2. آلمان غربی، ۲۷ رای
3. اسپانیا پیش از رای‌گیری انصراف داد

این مسابقات به مدت ۲۰ روز در تاریخ یازدهم تا سی‌ام ژوئیه سال ۱۹۶۶ در ۷ شهر لندن دو ورزشگاه، بیرمنگام، شفیلد، منچستر، ساندرلند، لیورپول و میدلزبورو برگزار شد.
انگلیس در گروه اول بازی‌ها با تیم‌های اروگوئه، فرانسه و مکزیک هم گروه شد که با ۲ برد و یک تساوی به عنوان سر گروه راهی مرحله یک‌چهارم پایانی شد. آن‌ها در آغاز در ومبلی لندن با اروگوئه به تساوی بدون گل دست یافتند، سپس به ترتیب مکزیک و فرانسه را با نتایج ۲ بر ۰ در همین ورزشگاه مغلوب کردند. پس از انگلیس، اروگوئه به عنوان تیم دوم جواز حضور در مرحله بعدی را به‌دست آورد.
| تیم      | بازی | برد | مساوی | باخت | گ. ز | گ. خ | تفا  | امتیاز |
| -------- | ---- | --- | ----- | ---- | ---- | ---- | ---- | ------ |
| انگلستان | ۳    | ۲   | ۱     | ۰    | ۴    | ۰    | ∞    | ۵      |
| اروگوئه  | ۳    | ۱   | ۲     | ۰    | ۲    | ۱    | ۲٫۰۰ | ۴      |
| مکزیک    | ۳    | ۰   | ۲     | ۱    | ۱    | ۳    | ۰٫۳۳ | ۲      |
| فرانسه   | ۳    | ۰   | ۱     | ۲    | ۲    | ۵    | ۰٫۴۰ | ۱      |

در مرحله یک‌چهارم پایانی تیم ملی انگلیس به مصاف تیم دوم گروه دوم یعنی آرژانتین رفت که در پایان با حساب ۱–۰ این تیم را از پیش روی برداشت. تک گل این بازی را جف هرست در دقیقه ۷۸ به ثمر رساند. بدین روی تیم ملی انگلیس در مرحله نیمه پایانی باید در برابر پرتغال قرار می‌گرفت.

در بازی نیمه پایانی که در ورزشگاه ومبلی برگزار شد٫ تیم انگلیس در یک بازی نزدیک و با درخشش بابی چارلتون توانست با حساب ۲ بر ۱ یاران اوزه بیو را از پیش روی بردارند. هر دو گل انگلیس را بابی چارلتون در دقایق ۳۰ و ۸۰ به ثمر رساند. تک گل پرتغالی‌ها را نیز اوزه بیو از روی نقطه پنالتی در دقیقه ۸۲ به ثمر رساند. با این حساب تیم ملی انگلیس توانست برای نخستین بار به فینال جام جهانی راه یابد که در آن بازی باید در برابر آلمان غربی قرار می‌گرفت.

بازی فینال در روز ۳۰ اوت در ساعت ۱۵:۰۰ در حضور ۹۶٫۹۲۴ نفر در ورزشگاه ومبلی برگزار شد. این بازی در وقت‌های معمول با حساب ۲–۲ مساوی به پایان رسید. اما در وقت اضافه، ضربه بحث‌برانگیز جف هرست، که به اعتقاد آلمان از خط نگذشته بود را کمک داور بازی گل اعلام کرد تا بازی ۳–۲ به سود انگلیس شود. در ادامه وقت‌های اضافی تیم ملی انگلیس گل دیگری را هم به ثمر رساند تا در پایان با شکست آلمان غربی با نتیجه ۴–۲، تنها قهرمانی این تیم در جام جهانی به‌دست آید. جف هرست مهاجم تیم ملی انگلیس و باشگاه وستهام ستاره این بازی بود که با زدن سه گل توانست در این بازی هت تریک کند. وی همچنان تنها بازیکنی است که در تاریخ فینال‌های جام جهانی توانسته‌است هت تریک کند.
| انگلستان                                   | ۲–۴ (و.ا.) | آلمان غربی                       |
| ------------------------------------------ | ---------- | -------------------------------- |
| جف هرست ۱۸'، ۱۰۱'، ۱۲۰' · مارتین پیترز ۷۸' | گزارش      | هلموت هالر ۱۲' · ولفگانگ وبر ۸۹' |

#### جام جهانی ۱۹۹۰ ایتالیا
انگلیس در این جام جهانی در سید یک قرار گرفت و پس از مراسم قرعه کشی در گروه ششم با تیم‌های ایرلند، هلند و مصر هم گروه شد. در پایان بازی‌های این گروه تیم انگلیس به عنوان سرگروه، ایرلند به عنوان تیم دوم و هلند به عنوان یکی از تیم‌های برتر سوم راهی مرحله یک‌هشتم پایانی شدند. انگلیس در آغاز با ایرلند به تساوی ۱–۱ دست یافت، سپس با هلند بدون گل مساوی شد و در پایان نیز تیم مصر را با نتیجه ۱–۰ از پیش روی برداشت. بهترین گلزن انگلیس در این جام، گری لینکر بود که توانست چهار گل را برای تیمش به ثمر برساند.
1. راه پیموده شده انگلیس در مراحل حذفی جام جهانی[۱۱]

| انگلستان        | ۰–۱(وقت اضافه) | بلژیک |
| --------------- | -------------- | ----- |
| دیوید پلات ۱۱۹' | گزارش          |       |

| کامرون                                       | ۳–۲(وقت اضافه) | انگلستان                                               |
| -------------------------------------------- | -------------- | ------------------------------------------------------ |
| امانوئل کوند ۶۱' (پنالتی) · اگونه اکه که ۶۵' | گزارش          | دیوید پلات ۲۵' · گری لینکر ۸۳' (پنالتی)، ۱۰۵' (پنالتی) |

| آلمان غربی                                     | ۱–۱(وقت اضافه) | انگلستان                                                         |
| ---------------------------------------------- | -------------- | ---------------------------------------------------------------- |
| آندریاس برمه ۶۰'                               | گزارش          | گری لینکر ۸۰'                                                    |
| ضربات پنالتی                                   |                |                                                                  |
| آندریاس برمه · لوتار ماتیوس · ریدل · اولاف تون | ۳–۴            | گری لینکر · پیتر بیردزلی · دیوید پلات · استوارت پیرس · کریس وادل |

بازی رده‌بندی
| ایتالیا                                          | ۱–۲   | انگلستان       |
| ------------------------------------------------ | ----- | -------------- |
| روبرتو باجو ۷۱' · سالواتوره سکیلاچی ۸۶' (پنالتی) | گزارش | دیوید پلات ۸۱' |

1. ترکیب تیم ملی انگلیس در جام جهانی ایتالیا

۲۲ بازیکن توسط بابی رابسون سرمربی انگلیس در این جام جهانی به تیم ملی دعوت شد.

| #  | نام                     | زاد روز         | باشگاه          | پست       |
| -- | ----------------------- | --------------- | --------------- | --------- |
| ۱  | پیتر شیلتون             | ۱۸ سپتامبر ۱۹۴۹ | دربی کانتی      | دروازه‌بان |
| ۲  | گری استیونز             | ۲۷ مارس ۱۹۶۳    | گلاسکو رنجرز    | مدافع     |
| ۳  | استوارت پیرس            | ۲۴ آوریل ۱۹۶۲   | ناتینگهام فارست | مدافع     |
| ۴  | نیل وب                  | ۳۰ ژوئیه ۱۹۶۳   | منچستر یونایتد  | هافبک     |
| ۵  | دس واکر                 | ۲۶ نوامبر ۱۹۶۵  | ناتینگهام فارست | مدافع     |
| ۶  | تری بوچر                | ۲۸ دسامبر ۱۹۵۸  | گلاسکو رنجرز    | هافبک     |
| ۷  | برایان رابسون (کاپیتان) | ۱۱ ژانویه ۱۹۵۷  | منچستر یونایتد  | هافبک     |
| ۸  | کریس وادل               | ۱۴ دسامبر ۱۹۶۰  | المپیک مارسی    | هافبک     |
| ۹  | پیتر بیردزلی            | ۱۸ ژانویه ۱۹۶۱  | لیورپول         | مهاجم     |
| ۱۰ | گری لینکر               | ۳۰ نوامبر ۱۹۶۰  | تاتنهام هاتسپر  | مهاجم     |
| ۱۱ | جان بارنز               | ۷ نوامبر ۱۹۶۳   | لیورپول         | مهاجم     |
| ۱۲ | پل پارکر                | ۴ مارس ۱۹۶۴     | کیو پی آر       | مدافع     |
| ۱۳ | کریس وودز               | ۱۴ نوامبر ۱۹۵۹  | گلاسکو رنجرز    | دروازه‌بان |
| ۱۴ | مارک رایت               | ۱ اوت ۱۹۶۳      | دربی کانتی      | مدافع     |
| ۱۵ | تونی دوریگو             | ۳۱ دسامبر ۱۹۶۳  | چلسی            | مدافع     |
| ۱۶ | استیو مک ماهون          | ۲۰ اوت ۱۹۶۱     | لیورپول         | هافبک     |
| ۱۷ | دیوید پلات              | ۱۰ ژوئن ۱۹۶۶    | استون ویلا      | هافبک     |
| ۱۸ | استیو هودگ              | ۲۵ اکتبر ۱۹۶۵   | ناتینگهام فارست | هافبک     |
| ۱۹ | پل گسکوین               | ۲۷ مه ۱۹۶۷      | تاتنهام هاتسپر  | هافبک     |
| ۲۰ | ترور استیون             | ۲۱ اکتبر ۱۹۶۳   | گلاسکو رنجرز    | هافبک     |
| ۲۱ | استیو بول               | ۲۸ مارس ۱۹۶۵    | ولورهمپتون      | مهاجم     |
| ۲۲ | دیو بیسنت               | ۲۰ مارس ۱۹۵۹    | چلسی            | دروازه‌بان |

### جام ملت‌های اروپا
تیم ملی انگلیس تاکنون در ۸ دوره از جام ملت‌های اروپا حضور داشته‌است که بهترین رتبه آن‌ها در این پیکارها مقام سومی در ۱۹۶۸ ایتالیا با سرمربی‌گری آلف رمزی فقید بوده‌است.
| سال/میزبان | دور             | مقام      | بازی | برد | مساوی* | باخت | گ. ز | گ. خ |
| ---------- | --------------- | --------- | ---- | --- | ------ | ---- | ---- | ---- |
| ۱۹۶۰       | راه نیافت       | -         | -    | -   | -      | -    | -    | -    |
| ۱۹۶۴       | راه نیافت       | -         | -    | -   | -      | -    | -    | -    |
| ۱۹۶۸       | نیمه نهایی      | ۳         | ۲    | ۱   | ۰      | ۱    | ۲    | ۱    |
| ۱۹۷۲       | راه نیافت       | -         | -    | -   | -      | -    | -    | -    |
| ۱۹۷۶       | راه نیافت       | -         | -    | -   | -      | -    | -    | -    |
| ۱۹۸۰       | دور گروهی       | ۵         | ۳    | ۱   | ۱      | ۱    | ۳    | ۳    |
| ۱۹۸۴       | راه نیافت       | -         | -    | -   | -      | -    | -    | -    |
| ۱۹۸۸       | دور گروهی       | ۷         | ۳    | ۳   | ۰      | ۳    | ۲    | ۷    |
| ۱۹۹۲       | دور گروهی       | ۷         | ۳    | ۰   | ۲      | ۱    | ۱    | ۲    |
| ۱۹۹۶       | نیمه نهایی      | ۳         | ۵    | ۲   | ۳      | ۰    | ۸    | ۳    |
| / ۲۰۰۰     | دور گروهی       | ۱۱        | ۳    | ۱   | ۰      | ۲    | ۵    | ۶    |
| ۲۰۰۴       | یک چهارم        | ۵         | ۴    | ۲   | ۱      | ۱    | ۱۰   | ۶    |
| / ۲۰۰۸     | راه نیافت       | -         | -    | -   | -      | -    | -    | -    |
| / ۲۰۱۲     | یک چهارم        | ۵         | ۴    | ۲   | ۲      | ۰    | ۵    | ۳    |
| ۲۰۱۶       | یک هشتم         | -         | ۴    | ۱   | ۲      | ۱    | -    | -    |
| ۲۰۲۰       | فینال(مقام دوم) | ۲         | ۷    | ۵   | ۲      | ۰    | -    | -    |
| ۲۰۲۴       | فینال(مقام دوم) | ۲         | ۷    | ۳   | ۳      | ۱    | -    | -    |
| مجموع      | ۱۱ از ۱۷        | عنوان‌ها ۰ |      |     |        |      |      |      |

#### جام ملت‌های ۱۹۶۸ ایتالیا
این مسابقات با حضور چهار کشور به صورت تک حذفی برگزار شد که در بازی نخست، انگلیس پس شکست از یوگسلاوی برای کسب مقام سوم به مصاف تیم ملی شوروی رفت که با شکست این تیم به مقام سوم این بازی‌ها دست یافت.
| یوگسلاوی          | ۱ – ۰ | انگلستان |
| ----------------- | ----- | -------- |
| دراگان دژاجیچ ۸۷' |       |          |

بازی رده‌بندی
| انگلستان                       | ۲ – ۰ | اتحاد جماهیر شوروی |
| ------------------------------ | ----- | ------------------ |
| بابی چارلتون ۳۹' · جف هرست ۶۳' |       |                    |

#### جام ملت‌های ۱۹۹۶ انگلستان
این مسابقات برای نخستین بار بود که با حضور ۱۶ تیم برگزار می‌شد. تیم ملی انگلیس با تیم‌های ملی هلند، اسکاتلند و سوئیس در گروه اول بازی‌ها هم گروه شد. آن‌ها نخست در بازی افتتاحیه با تساوی ۱–۱ مقابل سوئیس، بازی‌ها را آغاز کردند سپس در یک بازی حساس با دو گل آلن شیرر و پل گسکوین با نتیجه ۲–۰ حریف سنتی خود، اسکاتلند را از پیش روی برداشتند و در پایان با نتیجه ۴–۱ از سد تیم پر مهره هلند گذشتند. با این حساب تیم ملی انگلیس با کسب ۷ امتیاز به عنوان سرگروه به دور یک چهارم پایانی صعود کرد. آن‌ها در این دور باید به مصاف تیم دوم گروه دوم یعنی اسپانیا می‌رفتند.
در این مرحله پس تساوی بدون گل با اسپانیا در ضربات پنالتی با نتیجه ۴ بر ۲ این حریف را شکست دادند و با این برد، بر طبق برنامه مسابقات باید به مصاف برنده بازی آلمان در برابر کرواسی می‌رفتند که آلمان‌ها با شکست حریف خود، رقیب انگلیسی‌ها در بازی نیمه‌پایانی ومبلی شدند.
در این بازی که در روز ۲۶ ژوئن برگزار شد، انگلیس خیلی زود با گلزنی مهاجم گل‌زن خود، آلن شیرر در دقیقه ۳ به گل دست یافت که آلمان‌ها نیز خیلی زود در دقیقه ۱۶ با گلزنی اشتفان کونتس حساب کار را ۱–۱ مساوی کردند. بازی با همین نتیجه در وقت معمول به پایان رسید. در وقت‌های اضافی نیز گلی از خط دروازه‌ها نگذشت تا گل طلایی هم کارساز نباشد و در نهایت بازی به ضربات پنالتی کشیده شود. در ضربات پنالتی آلمان با حساب ۶–۵ انگلستان را از پیش روی برداشت، تا با حذف میزبان مسابقات، مانع از حضور آنان در فینال جام ملت‌ها شوند. در پایان این جام، آلن شیرر با ۵ گل عنوان آقای گلی این جام را کسب کرد.
| آلمان                                                                                    | ۱–۱(وقت اضافه) | انگلستان                                                                      |
| ---------------------------------------------------------------------------------------- | -------------- | ----------------------------------------------------------------------------- |
| اشتفان کونتس ۱۶'                                                                         | گزارش          | آلن شیرر ۳'                                                                   |
| ضربات پنالتی                                                                             |                |                                                                               |
| توماس هسلر · توماس اشترونتس · اشتفان روتر · کریستیان سایگه · اشتفان کونتس · اندریاس مولر | ۵–۶            | آلن شیرر · دیوید پلات · استوارت پیرس · پل گسکوین · تدی شرینگهام · گریت سوتگیت |

## افتخارات
جام جهانی فوتبال
- قهرمان (۱)= ۱۹۶۶
- چهارم (۲) = ۱۹۹۰و ۲۰۱۸

جام ملت‌های اروپا
- دوم (۲) = ۲۰۲۰ و ۲۰۲۴
- سوم (۱) = ۱۹۶۸
- نیمه نهایی (۱) = ۱۹۹۶

جایزه بازی جوانمردانه
- برنده (۲) = ۱۹۹۰، ۱۹۹۸